# Villarta de los Montes
Villarta de los Montes è un comune spagnolo di 631 abitanti situato nella comunità autonoma dell'Estremadura.